# Johnny Velkeneers
Johnny Velkeneers (* 12. Juni 1950 in Alsemberg) ist ein ehemaliger belgischer Fußballspieler.

## Karriere
Velkeneers begann in seinem Geburtsort mit dem Fußballspielen, bevor er in der Jugendabteilung des RSC Anderlecht bis 1968 diverse Altersklassen durchlief.
Dem Jugendalter entwachsen, rückte er zur Saison 1968/69 in die Erste Mannschaft auf, für die er in der 1. Division, der höchsten Spielklasse im belgischen Fußball, bis Saisonende 1970/71 Punktspiele bestritt. Für den Verein bestritt er in zwei aufeinander folgenden Jahren insgesamt 17 Spiele im Wettbewerb um den Messestädte-Pokal und erreichte bei seiner Premiere, bei der er alle zwölf Begegnungen bestritt, sogleich das in Hin- und Rückspiel ausgetragene Finale. Hatte er mit seiner Mannschaft am 22. April 1970 in Brüssel den FC Arsenal mit 3:1 bezwungen, verlor er am 28. April 1970 in London mit 0:3 und damit auch den ersten internationalen Pokal. Des Weiteren wurde er in fünf von sechs Spielen der Gruppe A2 im Wettbewerb um den Intertoto-Cup eingesetzt.
Danach spielte er drei Jahre lang für den Ligakonkurrenten FC Brügge, für den er mit den beiden Erstrundenspielen gegen Željezničar Sarajevo im Wettbewerb um den UEFA-Pokal ebenfalls international vertreten war, wie auch in drei weiteren Spielen 1972/73.
Anschließend war er sechs Jahre für den Erstligisten Sporting Lokeren aktiv, mit dem er jeweils am Saisonende 1975/76 und 1979/80 als Vierter die beste Platzierung erreichte. Sein Verein nahm daraufhin auch am Wettbewerb um den UEFA-Pokal teil, er jedoch kam nur 1976/77 in den beiden in Hin- und Rückspiel ausgetragenen 1. und 2. Runde gegen Red Boys Differdingen und den FC Barcelona zum Einsatz.
Nach nur einer Saison für den Erstligisten Royal Antwerpen, für den er die beiden Auswärtsspiele gegen Maccabi Tel Aviv und Maccabi Netanja in der Gruppe 3 im Wettbewerb um den Intertoto-Cup bestritt, spielte er von 1981 bis 1983 für Koninklijk Berchem Sport in der 2. Division.
Seine Spielerkarriere ließ er beim Ligakonkurrenten KVV Overpelt Fabriek von 1983 bis 1985 ausklingen.

## Erfolge
- Finalist Messestädte-Pokal 1970
- Belgischer Meister 1973